# Fonds-des-Nègres
Fonds-des-Nègres (en criollo haitiano Fondènèg) es una comuna de Haití que está situada en el distrito de Miragoâne, del departamento de Nippes.

## Historia
Pasó a ser comuna en 2003.

## Secciones
Está formado por las secciones de:
- Bouzi (que abarca el barrio de Bouzi)
- Fond-des-Nègres (también denominada Morne Brice y que abarca la villa de Fonds-des-Nègres)
- Pémerle
- Cocoyers-Ducheine

## Demografía
| Gráfica de evolución demográfica de Fonds-des-Nègres entre 2009 y 2015 |
|                                                                        |

Los datos demográficos contemplados en este gráfico de la comuna de Fonds-des-Nègres son estimaciones que se han cogido de 2009 a 2015 de la página del Instituto Haitiano de Estadística e Informática (IHSI). 